# Gračac (Horvátország)
Gračac (magyarosan: Gracsác) falu és község Horvátországban Zára megyében.

## Fekvése
Zárától légvonalban 53, közúton 65 km-re északkeletre, Lika déli részén egy tágas völgyben, a Gospićról Kninre és a Krbavából Dalmáciába vezető utak kereszteződésben fekszik. Dalmáciától a Velebit-hegység választja el, melyen a Gračacból Obrovacra menő főút vezet át. A község területét több patak vize öntözi, melyek az Otuča-patakban egyesülnek. A község területe 957,12 km2, mellyel Gračac Zára megye legnagyobb területű községe, amely a megye területének 26,25 százalékát foglalja magában.

## A község települései
Közigazgatásilag Begluci,  Brotnja, Bruvno, Cerovac, Dabašnica, Deringaj, Donja Suvaja, Drenovac Osredački, Duboki Dol, Dugopolje, Glogovo, Gornja Suvaja, Grab, Gubavčevo Polje, Kaldrma, Kijani, Kom, Kunovac Kupirovački, Kupirovo, Mazin, Nadvrelo, Neteka, Omsica, Osredci, Otrić, Palanka, Pribudić, Prljevo, Rastičevo, Rudopolje Bruvanjsko, Srb, Tiškovac Lički, Tomingaj, Velika Popina, Vučipolje, Zaklopac, Zrmanja és Zrmanja Vrelo települések tartoznak hozzá.

## Története
Azt a magaslatot, amelyen a katolikus templom áll a nép Gradinának nevezi. Ezen a magaslaton egykori vár, tulajdonképpen egy erődített udvarház maradványai találhatók. Ennyi maradt a középkori Otuča megye székhelyéből, amely nevét az azonos nevű patakról kapta. A patak maga az Urlaj-hegy alatti Sveti Petarnál ered és Gračac településtől délre folyik tovább, míg végül két víznyelőben tűnik el. Gračac középkori neve "Gradac" vagy "Gradec" volt. Legelső írásos említése abban az 1465. május 22-én kelt oklevélben történt, melyben Karlo Kurjaković korbavai gróf  24 dukátot adományoz Hreljac Petričevićnek a likai Bukovica falu számára. Az oklevélben a gróf az otučai Gradacot a saját falujának nevezi. Gračac később is a korbavai grófok birtoka volt. Ezt Karlovics János gróf 1509. február 22-én Zrínyi Miklós grófhoz írt levele is megerősíti, melyből kiderül hogy ez a birtok („castrum Gradec”) az övé volt. A török 1527-ben elfoglalta Likát és Korbavát, így Gračac is török kézre került. A török uralom 1685-ig tartott. Ekkor szabadították fel a Stojan Janković vezette észak-dalmáciai felkelők. A térség újra betelepülése azonban csak 1689-től, Lika és Korbava teljes felszabadításának időpontjától indult meg. Gračacra katolikus horvát és pravoszláv, akkoriban vlachnak nevezett (valójában szerb) lakosság egyaránt települt. A katolikusok 1715-ben felépítették Szent György templomukat, míg a pravoszlávok két templomot is építettek. Az egyiket Gornji Gračacon a Legszentebb Istenanya Mennybevétele, a másikat a Donji Gračacon a Legszentebb Megváltó Mennybemenetele tiszteletére. 1746-ban amikor megalakították a likai határőrezredet Gračac az ezred 7. századának székhelye lett. 1787-ben felépült Gračac triviális iskolája. Fejlődéséhez nagyban hozzájárult a Gospić-Gračac-Knin főút megépítése is 1789-ben. Gračacon épített kastélyt Knežević báró, akinek ötszáz hektár földje volt a településen. 1802-ben ezt a birtokát eladta és helyette a Muraközben Csáktornya mellett vásárolt birtokot. A településnek 1857-ben 1483, 1910-ben 2040 lakosa volt. Az első világháború után előbb a Szerb–Horvát–Szlovén Királyság, majd a Jugoszláv Királyság része lett. Fejlődésén tovább lendített 1925-ben a likai vasútvonal megépítése. 1991-ben lakosságának 95 százaléka szerb nemzetiségű volt. Lakói még ez évben csatlakoztak a Krajinai Szerb Köztársasághoz. A horvát hadsereg 1995 augusztusában a Vihar hadművelet során szabadította fel a települést. A településnek 2011-ben 3063 lakosa volt.

## Lakosság
| Lakosság változása | Lakosság változása | Lakosság változása | Lakosság változása | Lakosság változása | Lakosság változása | Lakosság változása | Lakosság változása | Lakosság változása | Lakosság változása | Lakosság változása | Lakosság változása | Lakosság változása | Lakosság változása | Lakosság változása | Lakosság változása |
| ------------------ | ------------------ | ------------------ | ------------------ | ------------------ | ------------------ | ------------------ | ------------------ | ------------------ | ------------------ | ------------------ | ------------------ | ------------------ | ------------------ | ------------------ | ------------------ |
| 1857               | 1869               | 1880               | 1890               | 1900               | 1910               | 1921               | 1931               | 1948               | 1953               | 1961               | 1971               | 1981               | 1991               | 2001               | 2011               |
| 1.483              | 1.870              | 1.452              | 1.868              | 2.083              | 2.040              | 2.137              | 2.192              | 2.081              | 2.308              | 2.829              | 3.144              | 3.713              | 4.101              | 2.689              | 3.063              |

## Nevezetességei
- Szent György tiszteletére szentelt római katolikus plébániatemploma[5] 1715-ben épült, plébániáját ugyanekkor alapították. Főoltárán Szent György képe állt, mellékoltárait 1808-ban építették. A templomot a II. világháború idején raktárként használták, ezért nem rombolták le. Az 1980-as években a fiumei érsekség segítségével , valamint belga adományokból az épületet megújították, de misét még nem tarthattak benne. A délszláv háború idején a szerbek istállónak használták. A háború után felújították. Misét 53 év után 1995-ben mondhattak benne először. Teljes megújítása 1999-ben kezdődött. Ennek során többek között új tetőt és nyílászárókat kapott.[2]
- A templom közelében találhatók Otuča középkori várának maradványai mellette a délszláv háború elesett horvát hőseinek emlékműve található.
- Urunk Mennybemenetele tiszteletére szentelt szerb pravoszláv temploma 1874-ben épült. A II. világháború idején súlyosan megrongálódott. 1954-ben lebontották, de később újjáépítették.
- Gračac központjában az Otuča folyót szinte derékszögben egy hatalmas, falazott hétíves kőhíd[6] íveli át. Az 1834-ben épült kőhíd egy része a boltívekkel körülbelül 80 méter hosszú, míg a híd megközelítése a híd szárnyfalain keresztül történik a folyó két oldalán úgy, hogy a felvízi oldal 121 méter, a folyásirányban 150 méter hosszú. Minden boltív egyenlő fesztávú, 9 méteres. Az ív tetejének magassága 3,5 méter. Az ívek közötti oszlopok vastagsága alul 150 cm.
- Gračactól 4 km-re délnyugatra, a Velebit-hegységhez tartozó Crnopac-hegy északkeleti lejtőjén, a Velebit Természetvédelmi Park déli részén található a Cerovačka-barlang.

## Fordítás
- Ez a szócikk részben vagy egészben  a   Gračac című horvát Wikipédia-szócikk ezen változatának fordításán alapul.  Az eredeti cikk szerkesztőit annak laptörténete sorolja fel. Ez a jelzés csupán a megfogalmazás eredetét és a szerzői jogokat jelzi, nem szolgál a cikkben szereplő információk forrásmegjelöléseként.